# 欒甯
欒甯，春秋时期卫国軍事人物，孔悝家臣中的首領。
前480年，衛出公之父蒯聩透過孔悝家僕渾良夫，與孔悝之母伯姬聯合，試圖要劫持外甥孔悝，以迫使孔悝拥立自己为君。
蒯聩等人男扮女裝到達孔家，欒甯查驗蒯聵等人的身分，蒯聵等人說他們是親戚家的侍妾，來找伯姬。欒甯放行了。於是伯姬與蒯聵等人伺機把正在如廁的孔悝綁架了。
欒甯要用餐，正要喝酒，並開始烤肉。一聽到蒯聵捉了孔悝的時候，肉都還沒烤熟，自己就先前去救衛出公。欒甯命士兵「獲」駕車，自己趕緊拿著烤肉跟酒在車上喫喝，趕往宮內，把衛出公送往魯國避難。
欒甯也馬上派人去叫孔悝的另一個家臣子路去救孔悝，子路在援救的過程中，與蒯聩手下的死士石乞、孟厭激鬥，殉職，蒯聵氣得命令把子路遺體施以醢刑（剁成肉醬）。